# Кольчатохвостый скат-бабочка
Кольчатохвостый скат-бабочка (Gymnura poecilura  (лат.)) — вид рода скатов-бабочек семейства гимнуровых отряда хвостоколообразных. Эти скаты обитают в тропических водах Индийского океана и восточной части Тихого океана от Красного моря до западного побережья Индонезии. Встречаются на прибрежном мелководье глубиной не более 30 м. Максимальная зарегистрированная длина 92 см. Грудные плавники скатов-бабочек образуют диск ширина которого намного превосходит длину. Максимальный зарегистрированный размах «крыльев» 2,5 м. Окраска дорсальной поверхности диска коричневого или серого цвета с мелкими светлыми пятнышками. Позади глаз расположены брызгальца с гладкими краями. У кольчатохвостых скатов-бабочек довольно длинный хвост, длина которого примерно равна расстоянию от рыла до клоаки, хвостовой плавник отсутствует, а хвостовой стебель покрывают 12 чередующихся чёрно-белых полос.
Кольчатохвостые скаты-бабочки ведут донный образ жизни, их можно встретить в прибрежных водах на песчаном или илистом дне. Они питаются костистыми рыбами, моллюсками и ракообразными. Размножение происходит путём яйцеживорождения. Эмбрионы развиваются в утробе матери, питаясь желтком и гистотрофом. Размножение происходит круглый год. В помёте до 7 новорожденных. Кольчатохвостые скаты-бабочки представляют незначительный интерес для коммерческого промысла, их мясо используют в пищу.

## Таксономия
Впервые новый вид был описан английским зоологом Джорджем Шоу в 1804 году как Raja poecilura. Он не назначил голотип, поскольку описание относилось к иллюстрации, сделанной шотландским натуралистом Патриком Расселлом, опубликованной годом раньше. Необходимы дальнейшие исследования для подтверждения того, что скаты-бабочки, обитающие в водах Французской Полинезии, принадлежат к тому же виду, что и кольчатохвостые скаты бабочки, обитающие в остальном своём ареале. Филогенетические исследования на основе морфологии и митохондриальной ДНК показали, что наиболее близкородственным видом является Gymnura zonura, разделяющий с кольчатохвостым скатом-бабочкой большую часть ареала. Видовой эпитет происходит от слов др.-греч. ποικίλος — «разноцветный», «пёстрый» и οὐρά — «хвост».

## Ареал
Кольчатохвостые скаты-бабочки обитают в Индо-Тихоокеанской области от Сомали до Шри-Ланки, Китая, Японии, Филиппин и западных островов Индонезии, включая Борнео, Суматру и Яву. Есть данные об их присутствии в водах Французской Полинезии. В некоторых частях ареала они довольно многочисленны. Эти донные рыбы встречаются в мелких прибрежных водах на глубине от 10 до 30 м, они предпочитают песчаное и илистое дно. Сезонные миграции не наблюдаются.

## Описание
Грудные плавники кольчатохвостых скатов-бабочек вытянуты в виде широких «крыльев», превосходящие длину почти в 2 раза. Они сливаются, образуя ромбовидный диск. Рыло короткое и широкое с выступающим кончиком. Передний край диска изогнут. Позади среднего размера глаз имеются крупные брызгальца с гладкими краями. На вентральной стороне диска находятся довольно крупный изогнутый рот, ноздри и 5 пар жаберных щелей. Ноздри и рот сдвинуты близко друг к другу. Между ноздрями имеется короткий и широкий лоскут кожи с гладкими краями. На каждой челюсти расположено свыше 50 зубных рядов, число которых с возрастом увеличивается. Зубы мелкие, узкие и заострённые. Брюшные плавники маленькие и закруглённые.
Хвост нитевидный. Хвостовой, анальный и спинные плавники отсутствуют. На конце хвостового стебля имеются дорсальный и вентральный гребни. Иногда у основания хвостового стебля на дорсальной поверхности расположен один, реже два шипа. Кожа лишена чешуи. Окраска дорсальной поверхности диска зелёно-коричневого или серого цвета с множеством мелких бледных пятнышек и иногда немногочисленными чёрными точками. Хвост покрыт чередующимися чёрными и белыми полосами, количество которых колеблется от 9 до 12. Вентральная поверхность диска белая, по краям тёмная. Максимальная зарегистрированная длина 92 см, а ширина диска 2,5 см..

## Биология
Подобно прочим хвостоколообразным скаты-бабочки размножаются яйцеживорождением. Эмбрионы развиваются в утробе матери, питаясь желтком и гистотрофом. У самок имеется два функциональных яичника и две матки. Размножение происходит круглый год, пик приходится на период с апреля по октябрь. Самки приносят потомство ежегодно, вероятно, два раза в год. В помёте до 7 новорожденных. Численность помёта не зависит от размера самки. Длина новорожденных 20—26 см. Они представляют собой миниатюрную копию взрослого ската, лишённую шипа. Новорожденные из одного помёта могут отличаться друг от друга по цвету. Самцы и самки достигают половой зрелости при длине 45 и 44 см соответственно.

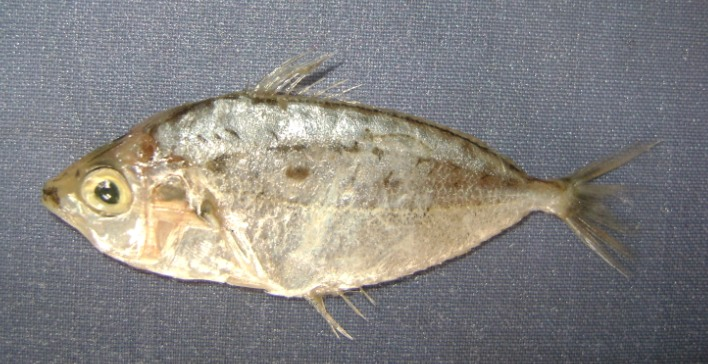
Кольцехвостые скаты-бабочки охотятся на рыб семейства сребробрюшковых.

Кольчатохвостые скаты-бабочки используют шип, расположенный на хвостовом стебле для защиты. Они питаются крабами, креветками, моллюсками и мелкими рыбами, в первую очередь сребробрюшковыми. В свою очередь они могут стать добычей акул и прочих крупных рыб. Эти скаты не собираются в крупные стаи. На них паразитируют нематоды Hysterothylacium poecilurai и ленточные черви Acanthobothrium micracantha.

## Взаимодействие с человеком
Кольцехвостые скаты-бабочки являются объектом коммерческого и кустарного промысла в Индии, Таиланде и Индонезии. Кроме того, они попадаются в качестве прилова при донном тралении и лове с помощью трёхстенных сетей. Их мясо употребляют в пищу. Эти скаты чувствительны к перелову. Учитывая их низкий уровень воспроизводства, а также тот факт, что при поимке беременные самки склонны к аборту Международный союз охраны природы присвоил этому виду статус сохранности «Близкий к уязвимому положению».